# Wintzenbach
Wintzenbach (deutsch Winzenbach) ist eine französische Gemeinde mit 528 Einwohnern (Stand 1. Januar 2021) im Département Bas-Rhin in der Europäischen Gebietskörperschaft Elsass und in der Region Grand Est. Sie gehört zum Arrondissement Haguenau-Wissembourg und zum Kanton Wissembourg.

## Siehe auch

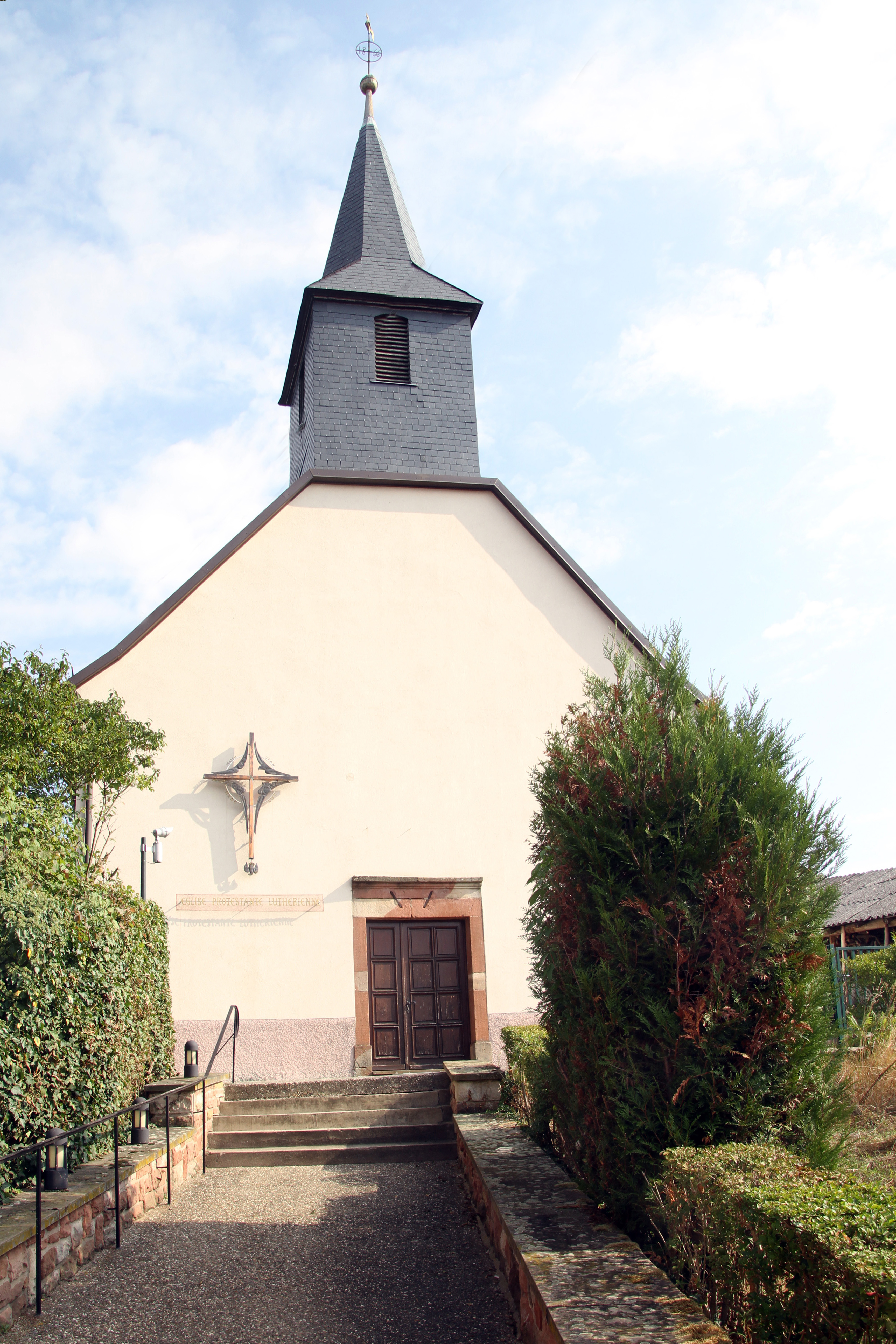
Lutherische Kirche
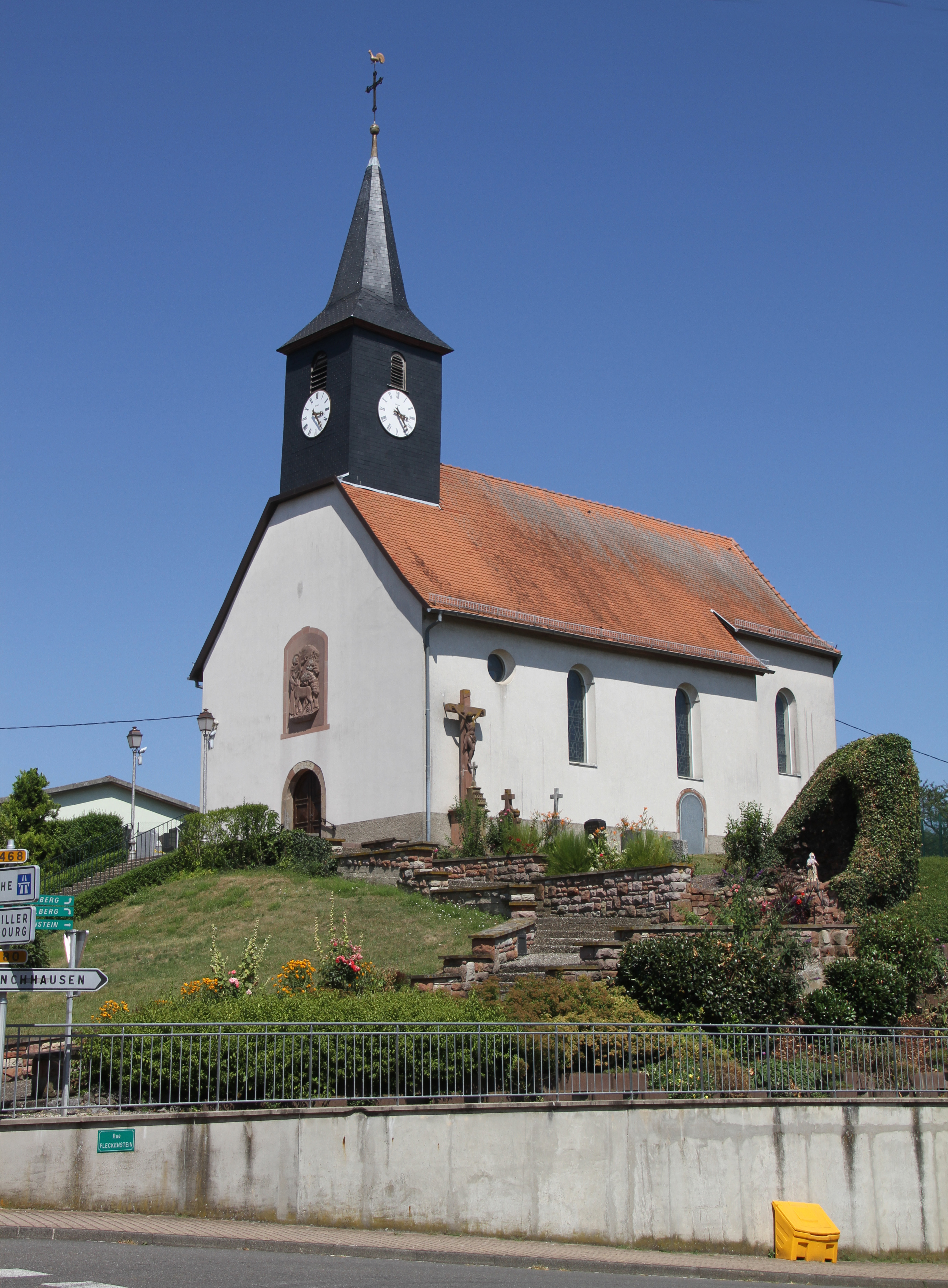
Kirche Saint-Gilles

## Bevölkerungsentwicklung
| 1962 | 1968 | 1975 | 1982 | 1990 | 1999 | 2004 | 2017 |
| ---- | ---- | ---- | ---- | ---- | ---- | ---- | ---- |
| 371  | 387  | 460  | 434  | 513  | 568  | 577  | 544  |